# 岡田誠三
岡田 誠三（おかだ せいぞう、1913年3月8日 - 1994年6月21日) は、日本の小説家である。
大阪府大阪市出身。大阪府立生野中学校（現大阪府立生野高等学校）、大阪外国語学校（現大阪大学外国語学部）を経て、朝日新聞社に入社。記者として南方戦線に従軍した経験を基に、短編小説『ニューギニア山岳戦』を著し、1944年上半期の第19回直木賞を受賞した。
その後も朝日新聞学芸部記者として映画評などの記事を書き続け、定年退職後に創作活動を本格的に開始。サラリーマンの老後を描いた『定年後』はベストセラーになり、テレビドラマ化された。
ほかに『定年後以後』、大塩平八郎の乱をモチーフにした『雪華の乱』などの作品がある。
司馬遼太郎とは、生涯にわたり交友を深めた。
父の岡田播陽は大正時代、大阪・心斎橋で呉服商を営む傍ら、町人学者として社会論や小説を著した。代表作は儒学者中江藤樹の逸話を小説風に仕立てた『近江聖人』で、史料『蒹葭堂献本始末』の翻刻も手掛けた。博学・奇才の人と言われ、画家森琴石の日誌にも名前が登場する。

## 著書
- ニューギニヤ血戦記 朝日新聞社 1943
- 火星の夢 誠光社 1947
- 日本を呼ぶ声 手紙で結ぶ世界の友情 阪本秀雄共編 未來社 1953
- 定年後  中央公論社 1975 のち文庫
- 自分人間（岡田播陽）中央公論社 1977
- 雪華の乱 小説・大塩平八郎 中央公論社 1977
- マイホーム誕生 人生論的建築学 日刊工業新聞社 1978
- はずれサラリーマン 時事通信社 1978
- 老後爆発 毎日新聞社 1979
- 字余り人生 中央公論社 1981
- 電話の声 朝日新聞社 1983
- 定年後以後 中央公論社 1988
- 小説法隆寺再建 近代文芸社 1995